# Vallone di Saint-Barthélemy
Il vallone di Saint-Barthélemy (pron. fr. AFI: [sɛ̃ baʁteləmi]; in francese, vallon de Saint-Barthélemy) è una valle laterale della Valle d'Aosta, solcato dal torrente Saint-Barthélemy, interamente compreso nel comune di Nus.

## Geografia

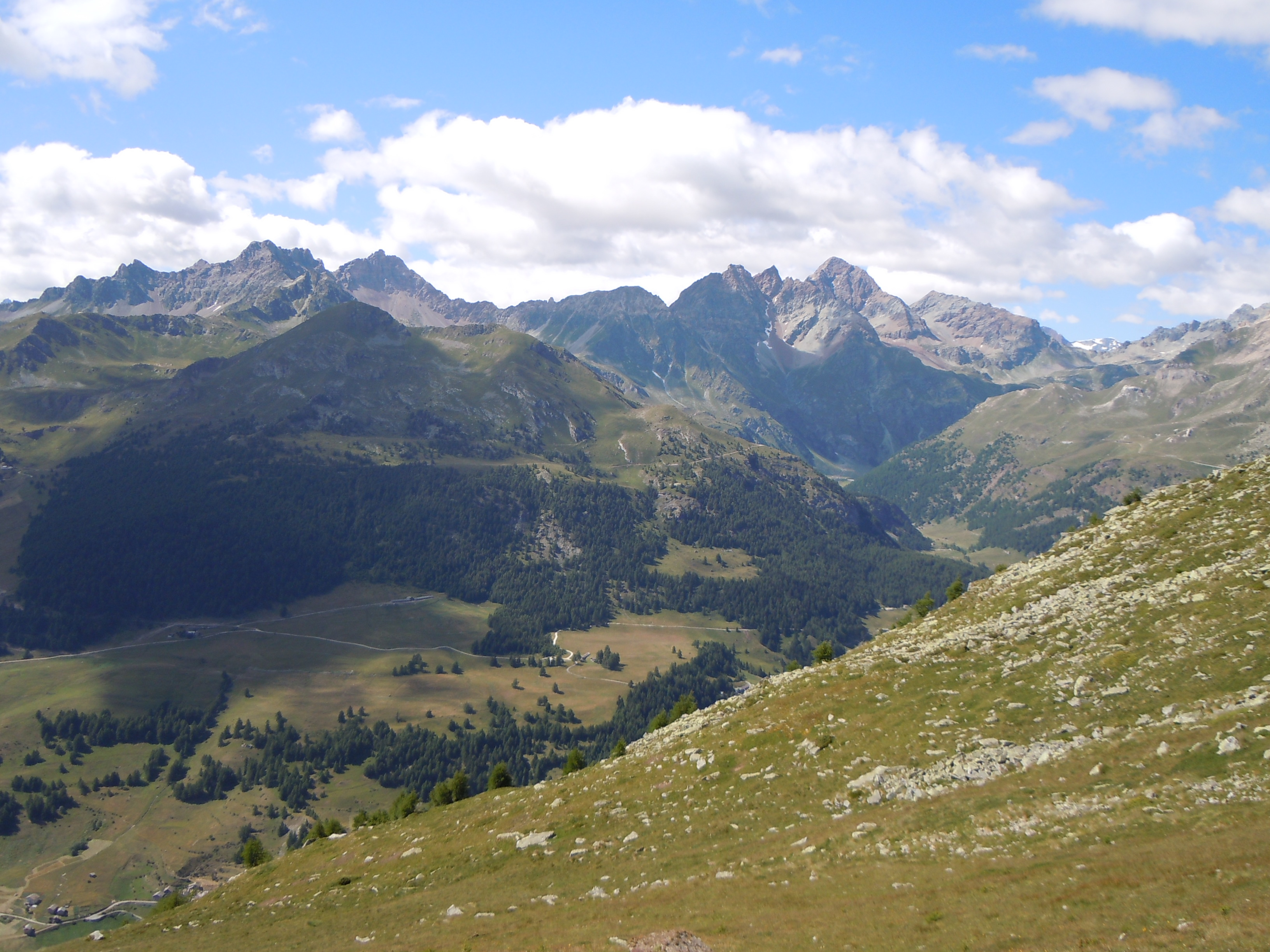
La valle ripresa dalla becca d'Aver

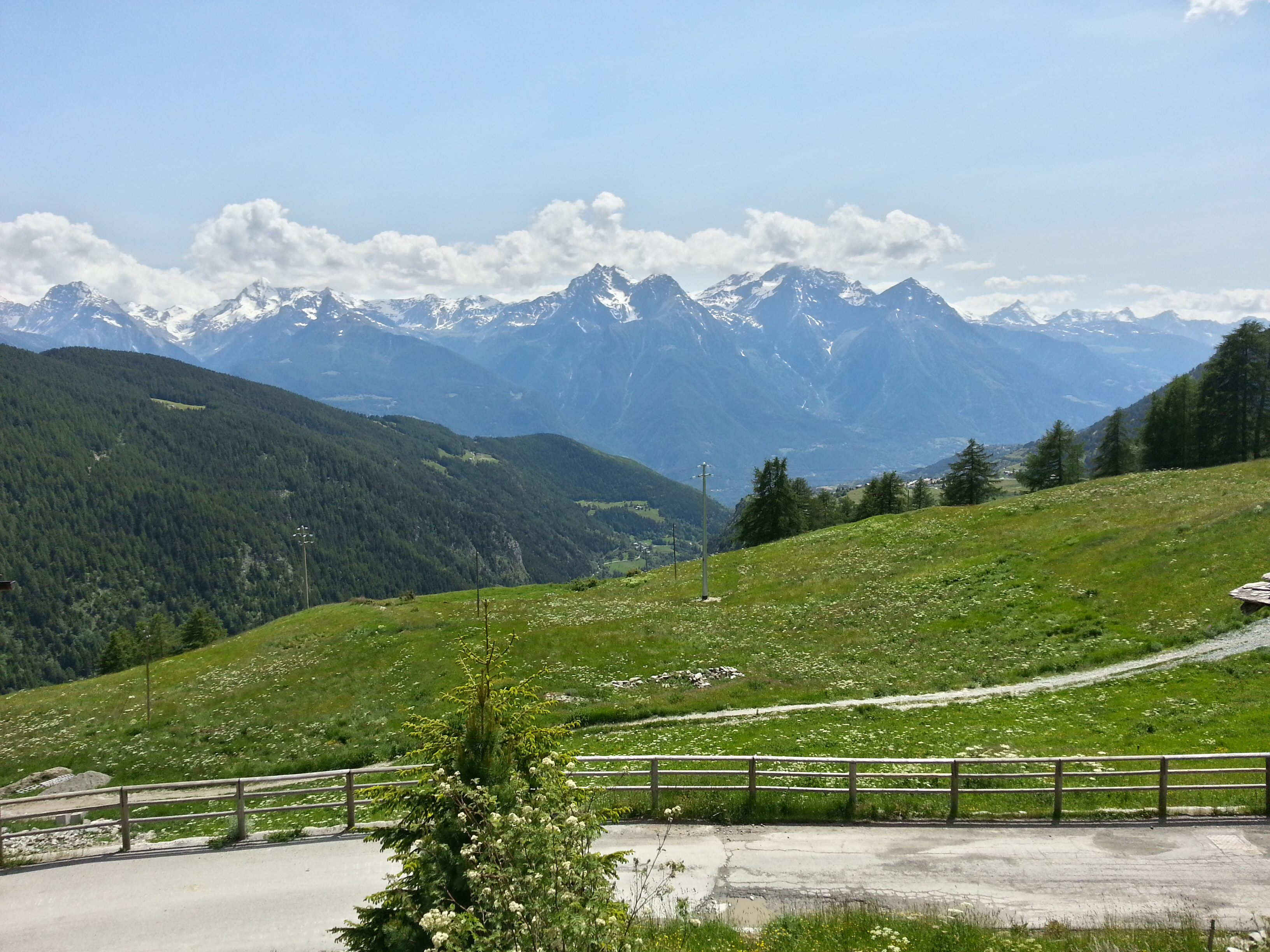
Gruppo del mont Émilius visto dal villaggio Porliod.

Il vallone si incunea tra la Valtournenche ad est e la Valpelline ad ovest e a nord. Il fondo del vallone è dominato dalla becca di Luseney (3.504 m). Altre vette importanti sono il monte Faroma (3.072 m) e la becca d'Aver (2.469 m). È percorso dal torrente Saint-Barthélemy.

## Centri abitati
Risalendo la valle, si incontrano i villaggi di:
- Val, 1.250 m
- Les Fabriques, 1.430 m
- Issologne, 1.520 m
- Lignan, 1.633 m (villaggio principale e sede della parrocchia di Saint-Barthélemy)
- Clémensod, 1.630 m
- Saquignod, 1.690 m
- Praz, 1.750 m
- Baravex, 1740 m
- Vénoz, 1.775 m
- Le Cret, 1.785 m
- Porliod, 1.890 m

## Sport

### Sport invernali

#### Sci nordico
Nei pressi del villaggio di Porliod è presente una stazione sciistica di circa 30 km. È inoltre presente un centro per lo sci di fondo (foyer du fond). È presente anche un'altra pista di sci di fondo nella frazione di Lignan con circa 2 km di piste e uno snowpark.

## Luoghi di interesse
- Santuario di Cunéy, 2.656 m;
- Osservatorio astronomico della Regione Autonoma Valle d'Aosta a Lignan;
- Rifugio oratorio di Cunéy, 2.652 m
- Rifugio Magià, 2.007 m;